# Cédric Wermuth

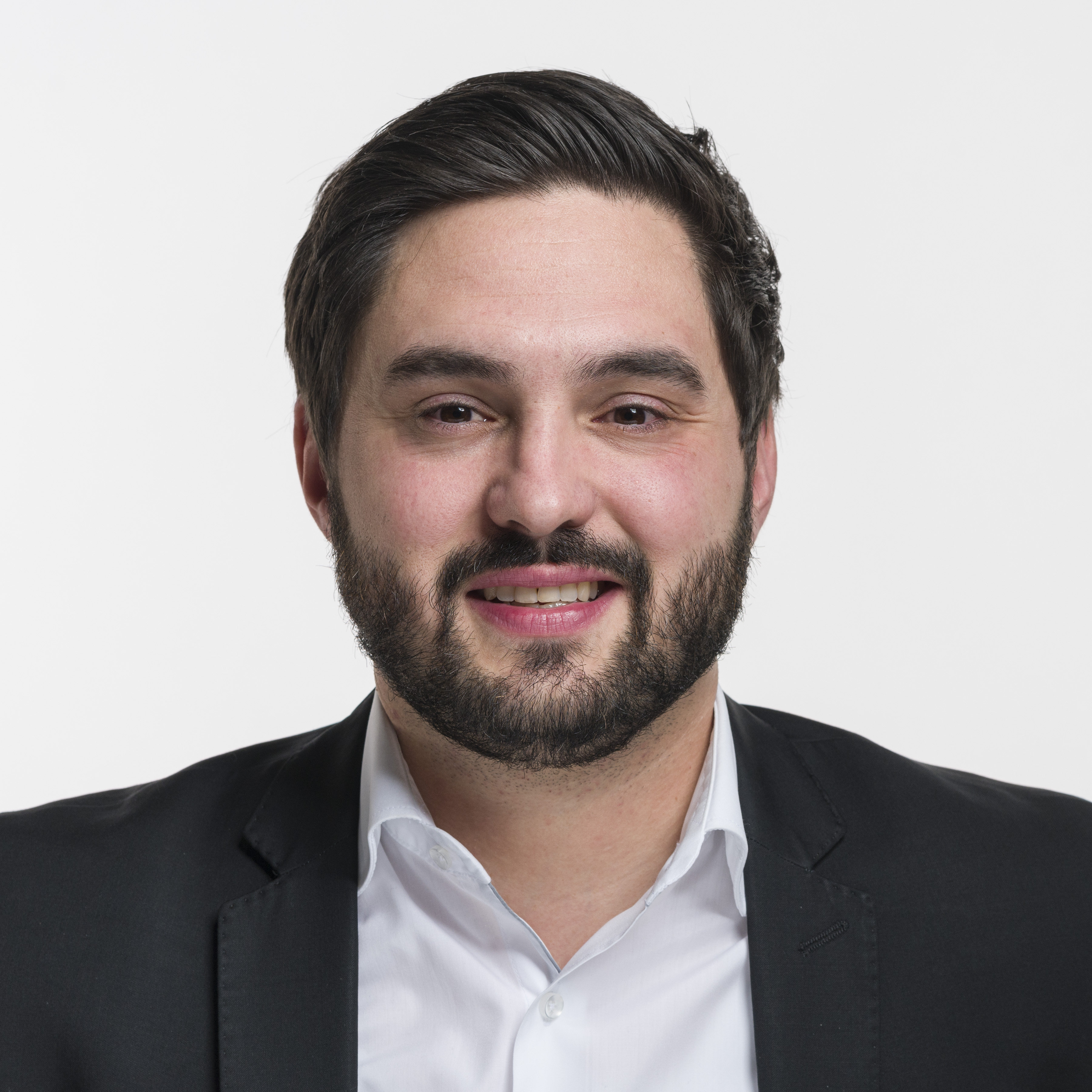
Cédric Wermuth (2019)

Cédric Wermuth (* 19. Februar 1986 in Jegenstorf; heimatberechtigt in Eggiwil und Italien) ist ein Schweizer Politiker (SP). Er ist zusammen mit Mattea Meyer Co-Präsident der Sozialdemokratischen Partei der Schweiz.

## Leben
Cédric Wermuth ist in Bünzen und Boswil aufgewachsen, wo er die Primarschule besuchte. Die Bezirksschule absolvierte er in Muri, an der Kantonsschule Wohlen maturierte er 2005 mit Schwerpunktfach Spanisch. Anschliessend studierte er an der Universität Zürich Politikwissenschaft, Wirtschafts- und Sozialgeschichte sowie Philosophie und schloss sein Studium im März 2015 ab. Neben dem Nationalratsmandat ist er als Strategieberater bei der Agentur Spinas Civil Voices, als Moderator bei Radio Kanal K und in verschiedenen Bereichen selbstständig tätig. Der schweizerisch-italienische Doppelbürger ist verheiratet, Vater von zwei Töchtern und lebt in Zofingen.
2010 wurde er wegen einer Hausbesetzung im Hotel Verenahof im Jahr 2009 zu einer bedingten Geldstrafe von 20 Tagessätzen und einer Busse von 300 Franken verurteilt.

## Politische Laufbahn
Wermuth war seit 1999 Mitglied der Juso. Von 2003 bis 2005 war er Co-Präsident der Aargauer Juso-Kantonalsektion und von 2005 bis 2007 Zentralsekretär der Juso Schweiz. Ab dem 7. Juni 2008 war er Parteipräsident der Juso Schweiz. Zudem war er Mitglied des Vorstandes der SP Stadt Baden.
Zwischen 2004 und 2008 vertrat er die SP in der Regierungsrätlichen Jugendkommission des Kantons Aargau.
Wermuth wurde im Oktober 2008 am Parteitag der SP Schweiz in Aarau zum Nachfolger von Silvia Schenker im Vizepräsidium der SP Schweiz gewählt. Seine Wahl erfolgte mit 214 gegen 168 Stimmen. Er kündigte am 21. August 2011 seinen Rücktritt aus dem Vizepräsidium der SP Schweiz per Ende November 2011 an. Am 8. März 2009 verpasste er die Wahl in den Aargauer Grossen Rat, wurde aber am 25. Oktober desselben Jahres mit 1004 Stimmen in den Einwohnerrat der Stadt Baden (Stadtparlament) gewählt.
Er gab am 4. September 2010 seinen Rücktritt als Parteipräsident der Juso Schweiz auf März 2011 bekannt. Zu seinem Nachfolger wurde der Luzerner Kantonsrat David Roth gewählt.
Bei den Schweizer Parlamentswahlen im Oktober 2011 wurde Wermuth von den aargauischen Wahlberechtigten mit 40'775 Stimmen in den Nationalrat gewählt. Bei den Wahlen im Herbst 2015 wurde er in diesem Amt bestätigt.
Von 2014 bis 2018 war er zusammen mit Grossrätin Elisabeth Burgener Brogli Co-Präsident der SP Aargau.
Wermuth kandidierte bei den Schweizer Parlamentswahlen vom 20. Oktober 2019 für den Ständerat sowie erneut für den Nationalrat. Dass er sich bei der parteiinternen Nominierung für den Ständerat gegen seine Nationalratskollegin Yvonne Feri durchsetzte, wurde unter dem Gesichtspunkt des Geschlechterkriteriums medial breit rezipiert. Seine Wahlkampagne sorgte schliesslich ebenfalls für Aufsehen, insbesondere da er dieselbe Agentur engagierte wie Alexandria Ocasio-Cortez für ihren erfolgreichen Wahlkampf zum Einzug in den US-Kongress. Auch bei diesen Wahlen wurde Wermuth in seinem Amt als Nationalrat bestätigt. Im Kampf um einen der zwei Aargauer Sitze im Ständerat erreichte er im ersten Wahlgang den dritten Rang, wenig später zog er seine Kandidatur zurück.
Im Dezember 2019 gab Wermuth bekannt, zusammen mit Mattea Meyer für das Präsidium der SP Schweiz zu kandidieren. Sie wurden am 17. Oktober 2020 gewählt.

## Politisches Profil
Wermuth wird dem linken Flügel der Sozialdemokratie zugeordnet.
Er ist Mitglied des Partito Democratico in Italien, des Verkehrs-Clubs der Schweiz, der Gewerkschaften VPOD und Unia sowie weiterer links-grüner Organisationen.

## Publikationen
- Hrsg. mit Beat Ringger: MarxnoMarx. 33 Linke zur Frage, wie das Werk von Marx heute fruchtbar gemacht werden kann (= Denknetz-Buch). Verlag edition 8, Zürich 2018, ISBN 978-3-85990-344-9.
- mit Beat Ringger: Die Service-public-Revolution. Corona, Klima, Kapitalismus – eine Antwort auf die Krisen unserer Zeit. Rotpunktverlag, Zürich 2020, ISBN 978-3-85869-892-6.